# Fridrik IX. Danski
Fridrik IX. (Kopenhagen, 11. ožujka 1899. – Kopenhagen, 14. siječnja 1972.), danski kralj od 1947. do 1972. godine iz dinastije Schleswig-Holstein-Sonderburg-Glücksburg. Za vrijeme Drugog svjetskog rata svojim je držanjem prema njemačkom okupatorskom režimu potaknuo otpor naroda prema neprijatelju. Bio je vrlo popularan vladar koji je povezao kraljevsku kuću s narodom.
Promjenom danskog ustava, nasljedila ga je kći Margareta II.

## Životopis
Rodio se 1899. godine kao stariji sin u obitelji danskog princa i budućeg kralja Kristijana X. i njegove supruge Aleksandrine od Mecklenburg-Schwerina. Postao je prijestolonasljednik 1912. godine, a 1917. godine stupio je Dansku kraljevsku mornaricu, u čijim je redovima uznapredovao do čina kontraadmirala 1946. godine.
Oženio je 1935. godine Ingrid Švedsku, jedinu kći budućeg švedskog kralja Gustava IV. Adolfa (1950. – 1973.), s kojom je imao tri kćerke: Margaretu, Benediktu i Ana-Mariju.
Za vrijeme Drugog svjetskog rata (1939. – 1945.), princa Fridrika i njegovog oca Kristijana X. zarobile su njemačke snage i držale ih u zarobljeništvu od 1943. do 1945. godine. Po završetku rata, Fridrik je djelovao kao regent u ime svog oca, a kada mu je otac umro, naslijedio je krunu. Budući da se po zakonu iz 1850. godine, nasljeđivanje prijestolja vršilo isključivo po muškoj liniji nasljeđivanja, a kako je kraljevska obitelj uživala veliku popularnost među narodom, Fridrik IX. je 1953. godine potpisao novi ustav koji je omogućio nasljeđivanje po ženskoj liniji.